# Сандоваль, Родольфо
Родольфо Ариэль Сандоваль (исп. Rodolfo Ariel Sandoval; род. 4 октября 1948, Уругвай) — уругвайский футболист, полузащитник.

## Карьера

### Клубная карьера
Во взрослом футболе дебютировал в 1970 году в составе клуба «Пеньяроль», где играл на протяжении всей своей карьеры. В 1973, 1974 и 1975 годах вместе с клубом выигрывал чемпионат Уругвая. В 1974 и 1975 годах выигрывал Трофей Весы Эрреры и Лигилью.

### Карьера в сборной
В 1970 году дебютировал в официальных матчах в составе национальной сборной Уругвая. В составе сборной был участником чемпионата мира 1970 года. 20 июня 1970 в матче за третье место против Германии заменил Ильдо Манейро.
Всего в составе сборной принял участие в трёх матчах, не забив ни одного гола.

## Достижения
«Пеньяроль»
- Чемпион Уругвая: 1973, 1974, 1975
- Чемпион Лигильи Уругвая: 1974, 1975